# Felix Silla
Felix Anthony Silla (Roccacasale, Provincia de L'Aquila, Italia, 11 de enero de 1937-Las Vegas, Nevada; 16 de abril de 2021), también acreditado como Felix Cilla, fue un actor de cine y televisión Italiano, conocido por su papel del personaje disfrazado Cousin Itt (Primo Eso en España, Tío Cosa en Hispanoamérica) en la serie de 1964 The Addams Family. Silla también apareció en muchos otros papeles clásicos del carácter.

## Biografía
Felix Silla nació el 11 de enero de 1937 en Roccacasale en la provincia de L'Aquila. Se mudó a Estados Unidos en 1955. Se hizo notar durante la gira del circo para el que trabajaba, su talento acrobático lo llevó a Hollywood donde se convirtió en doble de riesgo y actor. 
Su baja estatura de 1,19 m (3 pies 11 pulgadas), le facilitó corporizar a personajes de ciencia ficción y otorgarles su propia firma de carácter.
También es conocido por su interpretación del pequeño robot Twiki en la serie de televisión Buck Rogers (1979-1981). Apareció en las películas para televisión Bewitched y la familia Addams. En 1983 interpretó el papel de un ewok en Return of the Jedi.
Falleció el 16 de abril de 2021, a los 84 años, debido a un cáncer de páncreas.